# FAIL Blog
 (avril 2010).
Si vous disposez d'ouvrages ou d'articles de référence ou si vous connaissez des sites web de qualité traitant du thème abordé ici, merci de compléter l'article en donnant les références utiles à sa vérifiabilité et en les liant à la section « Notes et références ».
Le FAIL Blog est un blog humoristique américain qui publie quotidiennement des photos et des vidéos représentant des scènes de ratages, d’erreurs, de panneaux incongrus ou de catastrophes stupides du quotidien, sur lesquels est apposé un énorme FAIL, en lettres capitales, pouvant se traduire en français par « Echec ».
Ce blog n’est en réalité qu’une section d’un autre site, créé, lui, en 2007 par deux blogueurs de Hawaï, Eric Nakawaga, et sa compagne, Kari Unebasami, connu sous le nom de « I Can Has Cheezburger? » (pouvant se traduire vulgairement par « Puiz’ avoir un hamburger au fromage ? »), et a pour vocation de publier des Lolcats, abréviation de « LOL » (Laugh Out Loud, l’équivalent de MDR, Mort de Rire, en français) et de « Cat », Chat. Ces images combinent une photo de chat expressif ou non, sur laquelle est inscrite un texte à caractère humoristique ou lolspeak, sorte de dialecte animal, à base d’anglais déformé, plus proche du langage texto ou de l’écriture phonétique que de la langue de Shakespeare. Et c’est finalement, « I Can Has Cheezburger? » (ICHC) qui a permis de faire entrer ce type d’images, imageMacro et autres imageboard, dans la culture populaire. Des images qui, jusque-là, restaient l’apanage de la culture web underground, tel que le site 4chan ou le précurseur japonais, le Futaba Channel.
I Can Has Cheezburger? est racheté par un groupe d’investisseurs en septembre 2007 pour la somme de 2 millions de dollars US.

## Les contenus
Les visiteurs du site peuvent soumettre leur Fail, Lolcat ou Loldog via un Lolbuilder qui leur permet de créer leurs propres Lolcats. Au fur et à mesure que le site a pris de l’importance, le nombre de soumissions de Lolcat a augmenté de manière exponentielle. En juillet 2007, ICHC recevait de 200 à 500 de Lolcats par jour. En 2008, le site estime que ses pages sont vues près de 2 millions de fois par jour et que le nombre de soumissions journalières était d'environ 800.
Le site essaie d’entretenir un esprit communautaire, en créant une interactivité avec les visiteurs par l’intermédiaire d’un système de vote pour noter les photos de 1 à 5 Cheezburgers, ainsi qu’un système de commentaires pour chacune des images publiées, et la possibilité de créer un fil narratif en répondant à la photo par une autre interprétation personnelle de l’image. Selon le créateur du site, « c’est comme si une histoire se créait à mesure que les gens se répondent dans la communauté ». ICHC héberge également un wiki, conçu pour être une collection des Lolspeak les plus connus.
Les Lolspeak les plus populaires incrustés sur les photos sont par exemple : ceiling cat (Chat de plafond), Basement cat (chat de sous-sol), itteh bitteh kitteh committeh (Association Minou minou minou), invisible [something] ([Chose] invisible), FAIL (qui possède maintenant sa propre section), nom (Miam), des références au Cheeseburgers, doin’ something right/wrong (Bien joué/Tout faux), monorail kitteh (chat sur rail), etc.